# Cheilosoria mysuriensis
Cheilosoria mysuriensis là một loài thực vật có mạch trong họ Adiantaceae. Loài này được (Wall. ex Hook.) Ching & K.H. Shing miêu tả khoa học đầu tiên năm 1985.